# 再見，地球
《再見，地球》是日本著名作家冲方丁撰寫的小說。天野喜孝繪製版本的小說於2000年出版、共2卷，而金亨泰繪製版本的小說是於2007年出版、共4卷，兩者皆由KADOKAWA發售。漫畫版由麻日隆繪畫並在2020年1月30日YOUNG KING OURs上開始連載。

## 劇情簡介
本作設定在一個由亞人類組成的世界，講述人類女孩貝爾的故事。貝爾因為沒有尾巴、耳朵或角等特徵，而被這個世界的人們稱為「Nopperabo」，並遭受異樣的眼光，導致貝爾對這個世界感到孤獨。某天，貝爾代替師父曦安，出發對付誤闖查瑟湖的「八手」內格羅尼。

## 登場人物

### 主要人物
拉布拉克＝貝爾（聲：菲魯茲·藍）
本作主角。這個世界裡唯一的人類。她出生自一顆石頭的卵（這塊石頭也被稱為“賢者之石”）。身體素質高強，能夠進行超級跳躍，還擁有怪力。可以輕鬆掄起幾乎和個子一樣高的大劍「咆哮劍」。刻在劍上的咒語是意味著無何有鄉的EREHWON。平時劍身顯得暗淡無光，但在貝爾的感應下，會顯現出銀白色的劍刃。此外，即便劍身折斷，它也會再生出新的劍刃，是一把不斷再生的劍。由於從小就沒有亞人類的獸毛、鱗片還有尖牙利齒而被稱作「野篦坊」，因而對無法很好地適應這個世界，而感到煩惱與困擾，因自己「想要找到和自己同個種族的人」的願望，決定要踏上自己的旅程。
拉布拉克＝曦安（聲：諏訪部順一）
月瞳族，教示者。貝爾的師父兼監護人。作為前代劍王的弟弟，他曾是劍之國最強的劍士，他是一位技藝高超的劍客，但由於旅行的詛咒，他無法將劍用於「傳授」以外的任何事情，因此他致力於傳授他人劍術。所持的劍是一把刻有ENOLA（教示者）印記的青磷色劍。但因為不能自由揮劍，只能作為神的奴隸生活，對此感到絕望。成為教示者是他試圖擺脫枷鎖的方式，但因為自己的錯誤，殺死了加普的弟弟，這個弟弟是下一任劍王的候選人。在與多蘭布伊的相遇後，他開始成為一名從神的法則中解放出來的旅人，摧毀了古老的秩序，培養出能創造新世界的“理由之少女”貝爾。
夏迪＝加普（聲：日野聰）
住在城裡的主族月瞳族成員，有著金色的頭髮。性格認真嚴謹。但並不固執。他也深受周遭人的喜愛。是黃之（象牙）神官團的首領。國王逝世後成為兄王（福爾丘涅）。持有的劍是〈王國之劍〉。刻印為EMOCLEW（王國）。雖為緋色雙刃劍，有時會閃耀金光。有一個弟弟。
奎斯提恩＝阿德尼斯（聲：內山昂輝）
帶有“懷疑者”印記的月瞳族青年。他的特徵是銀色的頭髮和紅色的頭巾。被稱為劍盜，因為他沒有自己的劍，而是使用死者之劍。真相是他生來就帶有旅行的詛咒，這種詛咒使得他觸控的物體感應越強，就越容易使其腐敗，因此無法持有自己的劍。一般的劍士會透過感應注入印記的力量來揮劍，但奎斯提恩-阿多尼斯不這樣做，而是將劍當作消耗品使用。他還使用名為獣花的班布作為使魔。這種獸的體內是一個異次元空間，他在那裡設有住所和劍的存放地。他曾是城堡的劍士，但因某事加入了饑荒聯盟，並遇到了多蘭布伊。在那裡他首次獲得了自己的劍。這把劍名為鏽跡斑斑的爪子，印記為NOWHERE（無何無郷）。這是一把即使死後也繼續死亡的劍，即使刀刃折斷，折斷的部位也會自行修復。它的形狀是撓曲的劍，但刀身異常地參差不齊。
基尼斯（聲：榎木淳弥）
劍樂隊的劇本作者。弓瞳族的青年。雖然原本就有才能，但因為性格脆弱，容易受他人言語影響，只能採取壓抑的戰術。在一場戰鬥中遇到了“惡”的米斯特的激勵，接受了基尼斯的教導，才能得以開花。這場戰鬥雖然損失慘重，但作為劇本作者獲得了鬼才的評價。基尼斯去世後，他繼承了基尼斯的指揮劍，作為指揮者也展現出卓越的才能。同時，人民開始探索不被神束縛的生活方式。
貝涅迪庫丁（聲：小清水亞美）
劍樂隊的表演者。雌雄同體的人魚。自如掌控冰之結界術，並且也是弓箭的名手。雖然與貝爾似乎不太相容，但在某次戰鬥中的事件讓他們之間的距離急劇縮短。此外，那次戰鬥的戰果也提高了作為表演者的評價。
凱蒂＝札奧爾（聲：花江夏樹）
一個長耳朵的旅行者。雖然看起來像個十幾歲的男孩，但卻有著大男人的氣息，說話也很成熟。〈硬幣之國〉的流浪王子。同時也是祈安的弟子。他使用壓倒性的演算魔法和公式，解救了貝爾的困境，有時還給予她建議並引導她。
雪莉（聲：早見沙織）
月瞳族。劍之國的王女，加普的未婚妻。雖然她是個連傘都不會打開的千金小姐，但她也是城堡裡的主唱，有著非凡的歌喉。
迷霧（聲：東內麻里子）

雲端（聲：バトリ勝悟）

多兰布伊（聲：澤城美雪）
劍術大師。他是飢餓聯盟的一員，鍛造了拉布拉克＝曦安的劍。
罗黑德王（聲：津田健次郎（正義）、佐藤節二（惡））
具有‘正義’和‘邪惡’兩種品質，其外貌具有各個種族的特徵。

## 出版書籍

### 舊版小說
| 卷數 | KADOKAWA       | KADOKAWA               |
| 卷數 | 發售日期       | ISBN                   |
| ---- | -------------- | ---------------------- |
| 1    | 2000年12月25日 | ISBN 978-4-048-73245-1 |
| 2    | 2000年12月25日 | ISBN 978-4-048-73246-8 |

### 新版小說
| 卷數 | 角川文库       | 角川文库               |
| 卷數 | 發售日期       | ISBN                   |
| ---- | -------------- | ---------------------- |
| 1    | 2007年9月22日  | ISBN 978-4-044-72903-5 |
| 2    | 2007年10月25日 | ISBN 978-4-044-72904-2 |
| 3    | 2007年11月22日 | ISBN 978-4-044-72906-6 |
| 4    | 2008年2月23日  | ISBN 978-4-044-72907-3 |

### 漫畫
| 卷數 | 少年畫報社    | 少年畫報社             |
| 卷數 | 發售日期      | ISBN                   |
| ---- | ------------- | ---------------------- |
| 1    | 2021年1月16日 | ISBN 978-4-785-96842-7 |
| 2    | 2021年1月16日 | ISBN 978-4-785-96843-4 |
| 3    | 2021年9月30日 | ISBN 978-4-785-97002-4 |
| 4    | 2022年9月30日 | ISBN 978-4-785-97241-7 |

## 電視動畫
2023年10月進行動畫化企劃，第1季於2024年7月至9月開始放送。第2季於2025年4月至6月播出

### 主題曲
第1季
片頭曲FACELESS
主唱、作詞：ASCA，作曲、編曲：津波幸平
第1話用作片尾曲
片尾曲
主唱：LMYK，作詞：LMYK，作曲：LMYK、Toru Horikoshi，編曲：Jimmy Jam and Terry Lewis、Toru Horikoshi
第1話未使用
插曲
Water Run（第1話）
作曲：Kevin Penkin
Blutschwur des Helden（第1話）
主唱：，作詞、作曲：Kevin Penkin
Sinfonia of the Mountains（第2話）
作曲：Kevin Penkin
Tёmplæte（第7話）
作詞：Elspeth Bawden，作曲：Kevin Penkin
Eyes of Belle（第7話）
主唱、作詞：Elspeth Bawden，作曲：Kevin Penkin
第2季
片头曲Aufheben
演唱、作词、作曲、编曲：Who-ya Extended
片尾曲MOONWORK
演唱、作词：ASCA，作曲、编曲：Saku
插曲
Water Run
作曲：Kevin Penkin
Blutschwur des Helden
主唱：，作詞、作曲：Kevin Penkin

### 各話列表
| 話數       | 標題                         | 劇本     | 分鏡              | 演出                                  | 作畫監督 | 總作畫監督               | 首播日期       |       |       |       |       |       |       |       |       |       |       |       |       |       |       |       |       |       |
| 第1季      | 第1季                        | 第1季    | 第1季             | 第1季                                 | 第1季 | 第1季                    | 第1季          | 第1季 | 第1季 | 第1季 | 第1季 | 第1季 | 第1季 | 第1季 | 第1季 | 第1季 | 第1季 | 第1季 | 第1季 | 第1季 | 第1季 | 第1季 | 第1季 | 第1季 |
| ---------- | ---------------------------- | -------- | ----------------- | ------------------------------------- | --- | ------------------------ | -------------- | ----- | ----- | ----- | ----- | ----- | ----- | ----- | ----- | ----- | ----- | ----- | ----- | ----- | ----- | ----- | ----- | ----- |
| 第一樂章   | 出發。於赤色時刻             | 吉野弘幸 | 斗万旦一          | 齋賀春伽                              | 高田奈央子 國光奈奈 田澤潮 紅谷希 安藤暢啓 前原薰 繁田亨 柑原豆真 生田目康裕 | 日野優希                 | 2024年 7月12日 |       |       |       |       |       |       |       |       |       |       |       |       |       |       |       |       |       |
| 第二樂章   | 緣由。聖星照之下             | 吉野弘幸 | 橫手颯太          | 森田多朗                              | 小澤圓 齋藤梢 松本綠 內野明雄 森田實 若山政志 | 小澤圓 日野優希          | 7月19日        |       |       |       |       |       |       |       |       |       |       |       |       |       |       |       |       |       |
| 第三樂章   | 訣別。演奏大地的人們         | 吉野弘幸 |                   |                                       | 伊藤麻耶 中村岳志 前原薰 下八枚登 柑原豆真 佐野陽子 若山政志 日野優希 小澤圓 | 日野優希                 | 7月26日        |       |       |       |       |       |       |       |       |       |       |       |       |       |       |       |       |       |
| 第四樂章   | 刻印。證明，仍然遙遠         | 大野木寬 | 橫手颯太          | 安西俊之                              | 安西俊之 角田茉央 松原一之 若山政志 安藤暢啓 内野明雄 | 安藤暢啓 日野優希        | 8月2日         |       |       |       |       |       |       |       |       |       |       |       |       |       |       |       |       |       |
| 第五樂章   | 演技。劍與天秤、正義與惡     | 堺三保   | 鈴木正男          | 川久保圭史 森田多朗                   | 小梶慎也 小澤圓 吉岡勝 若山政志 江藤大氣 森悦史 山口光紀 木下裕孝 森田實 | 小澤圓 柑原豆真 日野優希 | 8月9日         |       |       |       |       |       |       |       |       |       |       |       |       |       |       |       |       |       |
| 第六樂章   | 協奏。在死亡盛開的地方       | 堺三保   | 吉岡忍            | 吉田俊司 久原謙一                     | 前原薰 森田實 內野明雄 渡邊浩二 柑原豆真 奧野倫史 安藤暢啟 下八枚登 松原一之 | 日野優希                 | 8月16日        |       |       |       |       |       |       |       |       |       |       |       |       |       |       |       |       |       |
| 第七樂章   | 試驗者。詛咒和祝福的形式     | 大野木寬 | 迫田羽也人        | 吉村朝陽                              | 露木愛里 緒方厚 阿部弘樹 若山政志 山口保則 神垣彌生 後藤孝宏 橋本淳稔 新田拓實 清鳥優子 森田實 | 柑原豆真 日野優希        | 8月23日        |       |       |       |       |       |       |       |       |       |       |       |       |       |       |       |       |       |
| 第八樂章   | 舞踏。搖曳在神奇的花朵中     | 大野木寬 | 斗万旦一 高田美里 | 森田多朗                              | 小梶慎也 高田浩美 中村岳志 小田原宏太 伊藤麻耶 木下裕孝 大原大 松本綠 片田敬信 柑原豆真 上野卓志 安西俊之 黑鳥劍 mika 長谷川一生 大貫希 池田志乃 吉田伊久雄                                                                | 日野優希                 | 8月30日        |       |       |       |       |       |       |       |       |       |       |       |       |       |       |       |       |       |
| 第九樂章   | 沉默。不彈奏的琴鍵           | 堺三保   | 鈴木正男          | 木村佳嗣 有富興二 半田大貴 川久保圭史 | 前原薰 森悦史 橋本淳稔 小澤圓 阿部弘樹 吉岡勝 山口光紀 松本綠 木下裕孝 柑原豆真 | 日野優希                 | 9月6日         |       |       |       |       |       |       |       |       |       |       |       |       |       |       |       |       |       |
| 第十樂章   | 螺旋。咆哮之劍，生鏽之爪     | 吉野弘幸 | 池田由紀          | 半田大貴                              | 若山政志 松原一之 森田實 小澤圓 森悦史 mika 奥野倫史 小林由香里 内野明雄 渡邊浩二 緒方厚 吉岡勝 | 日野優希                 | 9月13日        |       |       |       |       |       |       |       |       |       |       |       |       |       |       |       |       |       |
| 第2季      |                              |          |                   |                                       | |                          |                |       |       |       |       |       |       |       |       |       |       |       |       |       |       |       |       |       |
| 第十一乐章 | 乡愁。此刻在残响中萌发       | 大野木宽 | 长田伸二 山本秀世 | 久原谦一 川久保圭史                   | 山口光纪 松原一之 绪方厚 吉冈胜 内野明雄 前原熏 木下裕孝 川岸隆太 | 日野优希                 | 2025年 4月4日  |       |       |       |       |       |       |       |       |       |       |       |       |       |       |       |       |       |
| 第十二乐章 | 請求。託付死亡的樂園         | 堺三保   | 島村大輔          | 水本葉月 半田大貴 神崎雄二            | 小澤圓 三橋妙子 吉田伊久雄 梅田香 HAN SO YI KIM HONG IK KIM DA BIN PARK MI HYUN | 日野优希                 | 4月11日        |       |       |       |       |       |       |       |       |       |       |       |       |       |       |       |       |       |
| 第十三乐章 | 對峙。站在TIPTOE為了我渴望的 | 吉野弘幸 | 駒田由貴          | 新渡津森                              | 内野明雄 松原一之 緒方厚 吉岡勝 山口光紀 前原薰 木下裕孝 片田敬信 清水零 齊藤格 佐野陽子 德田夢之介 mika 若山政志 | 大原大 吉田伊久雄 白熊   | 4月18日        |       |       |       |       |       |       |       |       |       |       |       |       |       |       |       |       |       |
| 第十四乐章 | 懐疑。我明白道理             | 大野木寬 |                   |                                       | 太田宣貴 三橋妙子 橋本純一 川岸隆太 森田實 明光 慧敏 龍光 WONWOO | 有我洋美                 | 4月25日        |       |       |       |       |       |       |       |       |       |       |       |       |       |       |       |       |       |
| 第十五乐章 | 止揚。花朵褪去花苞 盛開之時  | 吉野弘幸 | 半田大貴          | 江上雅之                              | 菊地功一 Revival 無錫旭陽動画制作有限公司 ONEORDER 无锡木木欣动画有限公司 01 RadPlus 無錫亮度塗鴉文化傳媒有限公司 | 奥野倫史                 | 5月2日         |       |       |       |       |       |       |       |       |       |       |       |       |       |       |       |       |       |
| 第十六乐章 | 荒謬。質疑劍的聲音           | 堺三保   | 中原禮            | 中原禮                                | 渡邊和夫 前原薰 松原一之 森悅史 山口光紀 富永拓生 鈴木良子 藤田正幸 古谷梨繪 三橋妙子 岡崎洋美 片田敬信 森田實 松本綠 瀨尾康博 朴商鎬 日野優希 中原禮 武嘉伦 WONWOO LIKAI STUDIO                                           | -                        | 5月9日         |       |       |       |       |       |       |       |       |       |       |       |       |       |       |       |       |       |
| 第十七乐章 | 協奏。無所不在               | 大野木寬 | 島村大輔          | 寺澤仲介                              | 小梶慎也 長谷川亮太 内野明雄 梅田香 大原大 小川瑞惠 柑原豆真 木下裕孝 黑鳥劍 小菅和久 清水零 鈴木彩子 鈴木良子 外山陽介 中井惠巳 生目泰弘 吉岡勝 朴商鎬 三橋妙子 森田實 日野優希 LIKAI STUDIO 明光 慧敏 龍光 武嘉伦 肖俊光 | 吉田伊久雄               | 5月16日        |       |       |       |       |       |       |       |       |       |       |       |       |       |       |       |       |       |
| 第十八乐章 | 聖歌。理想乡                 | 大野木寬 | 山本秀世          | 新渡                                  | 早乙女啓 外山陽介 渡邊義弘 朴商鎬 工藤利春 山口光紀 富永拓生 前原薰 長谷川一生 松原一之 森悅史 肖俊光 和田賢人 LIKAI STUDIO                                                                                                | 吉田伊久雄               | 5月23日        |       |       |       |       |       |       |       |       |       |       |       |       |       |       |       |       |       |
| 第十九乐章 | 理由。MOONWORK               | 吉野弘幸 | 山本秀世          | 久原謙一                              | 三橋妙子 柳田幸平 森田實 齊藤格 工藤利春 梅田香 日野優希 LEE GYEONG SOON SO GYEONG SOOK 明光 慧敏 龍光 | 日野優希                 | 5月30日        |       |       |       |       |       |       |       |       |       |       |       |       |       |       |       |       |       |
| 第二十乐章 | 旅人。我此刻就在這裡。       | 吉野弘幸 |                   | 有富興二 半田大貴                     | 大原大 柑原豆真 長谷川一生 三橋妙子 | 吉田伊久雄               | 6月6日         |       |       |       |       |       |       |       |       |       |       |       |       |       |       |       |       |       |

### BD
| 卷數  | 發行日期         | 收錄話數            | 規格編號  |
| 第1季 | 第1季            | 第1季               | 第1季     |
| ----- | ---------------- | ------------------- | --------- |
| 1     | 2024年11月8日    | 第一樂章—第五樂章   | SPXA-1011 |
| 2     | 2024年12月4日    | 第六樂章—第十樂章   | SPXA-1012 |
| 第2季 |                  |                     |           |
| 3     | 2025年8月6日预定 | 第十一乐章—最终乐章 | SPXA-1013 |

## 外部連結
- 再見，地球 （页面存档备份，存于） - Twitter（日語）
- 官方网站 - 動畫（日語）